# فريدريك هيو
فريدريك هيو (بالإنجليزية: Frederick Vaughan)‏ (8 نوفمبر 1876 - 30 سبتمبر 1926) هو لاعب كريكت أسترالي. لعب مع فريق فكتوريا للكريكت.

## وصلات خارجية
- فريدريك هيو على موقع إي آس بي آن كريك إنفو (الإنجليزية)